# Tanner Bibat
Tanner Bibat (* 1988) ist ein professioneller US-amerikanischer Pokerspieler. Er ist zweifacher Braceletgewinner der World Series of Poker.

## Pokerkarriere

### Werdegang
Bibat spielt seit Januar 2010 Onlinepoker. Er nutzt den Nickname Bamatide88  bei WSOP NJ, Americas Cardroom sowie PokerStars und spielt als WhyTry auf der Plattform WSOP NV. Dabei hat er sich mit Turnierpoker rund eine Million US-Dollar erspielt.
Seine erste Geldplatzierung bei einem Live-Pokerturnier erzielte Bibat Ende Januar 2014 in Robinsonville im US-Bundesstaat Mississippi. Im Juni 2016 gewann er im Rio All-Suite Hotel and Casino in Paradise am Las Vegas Strip mit dem Rio Daily Deepstacks sein erstes Live-Turnier und sicherte sich den Hauptpreis von mehr als 35.000 US-Dollar. Im selben Monat war der Amerikaner an gleicher Stelle erstmals bei der World Series of Poker (WSOP) erfolgreich und kam bei zwei Turnieren der Variante No Limit Hold’em in die Geldränge. Bei der WSOP 2017 erzielte er fünf Geldplatzierungen und gewann während der Turnierserie erneut einmal das Rio Daily Deepstacks mit einer Siegprämie von knapp 35.000 US-Dollar. Bei der WSOP 2019 kam Bibat erstmals beim Main Event auf die bezahlten Plätze und erhielt für seinen 134. Platz sein bislang höchstes Live-Preisgeld von rund 60.000 US-Dollar. Im September 2022 entschied er auf der Plattform WSOP.com ein Event in Pot Limit Omaha für sich und wurde mit einem Bracelet sowie einer Auszahlung von knapp 30.000 US-Dollar prämiert. Fünf Tage später gewann er auch das Turbo Deepstack der Turnierserie und sicherte sich über 40.000 US-Dollar sowie sein zweites Bracelet. Bei der mittlerweile im Horseshoe Las Vegas und Paris Las Vegas ausgespielten WSOP 2023 belegte der Amerikaner gemeinsam mit Vincent Moscati den mit knapp 60.000 US-Dollar dotierten zweiten Rang beim Tag-Team-Event.
Insgesamt hat sich Bibat mit Poker bei Live-Turnieren mehr als 300.000 US-Dollar erspielt.

### Braceletübersicht
Bibat kam bei der WSOP 38-mal ins Geld und gewann zwei Bracelets:
| Jahr   | Buy-in (in $) | Turnier                                     | Teilnehmer | Preisgeld (in $) |
| ------ | ------------- | ------------------------------------------- | ---------- | ---------------- |
| 2022 O | 400           | WSOP.com – PLO 6-Max                        | 365        | 29.460           |
| 2022 O | 365           | WSOP.com – No-Limit Hold’em Turbo Deepstack | 701        | 42.054           |